# Adolf Čech
Pour les articles homonymes, voir Čech (homonymie).
Adolf Čech (11 décembre 1841 à Sedlec-Prčice - 27 décembre 1903 à Prague) est un chef d'orchestre tchèque, qui a créé un grand nombre d'œuvres importantes d'Antonín Dvořák (trois symphonies, quatre opéras, le Stabat Mater), de Bedřich Smetana (Má Vlast, cinq opéras), de Zdeněk Fibich (deux opéras) et d'autres compositeurs tchèques. Il a également dirigé les premières représentations hors de Russie de deux opéras de Piotr Ilitch Tchaïkovski et les premières tchèques de sept opérettes de Jacques Offenbach. Il était également chanteur avec une voix de basse et traducteur de livrets d'opéra.

## Carrière
Adolf Čech est né à Sedlec-Prčice, au sud de Prague sous le nom d'Adolf Jan Antonin Tausik, fils d'un professeur de chant. Son frère était le chanteur Karel Čech. Il est diplômé du lycée (1859) et de l'école technique (1862) à Prague. Il avait une formation d'ingénieur. Il a eu pour  professeurs de musique les organistes Josef Krejčíá (cs) et Karel František Pitsch (cs), et selon certaines sources, il a également reçu l'enseignement de František Škroup. Il a commencé diriger le théâtre amateur St. Nicholas à Prague. À partir de 1862, il est chef de chœur et chef assistant au Théâtre provisoire, où il dirige des opéras tels que Il trovatore de Verdi, Belisario de Donizetti, Otello de Rossini, Zar und Zimmermann (Tsar et charpentier) de Lortzing, Dinorah de Meyerbeer et Martha et Alessandro Stradella de Flotow.
De 1862 à 1866, il se produit également sur scène en tant que basse dans de petits rôles tels que Don Basilio du Barbier de Séville, Méru dans Les Huguenots de Meyerbeer, Pedro dans Das Nachtlager von Granada de Conradin Kreutzer et Ruiz dans Il trovatore de Verdi.
En 1864, il a fait une traductionen tchèque du livret d'Eugène Scribe pour l'opéra La Juive d'Halévy et dirigea la première tchèque d'Orphée aux Enfers d'Offenbach.
En 1865/66, il est chef adjoint du Théâtre tchèque d'Olomouc. Il retourne au Théâtre provisoire en 1867, où il se fait un nom dans l'opéra-comique. Il dirigea les créations tchèques de plusieurs opérettes d'Offenbach : Les Brigands (1870), La Princesse de Trébizonde (1871), Boule de neige (1872), Les Braconniers, Barbe-Bleue (1874) et La Belle Hélène (1875).
En 1873, il dirigea la première à Prague de la Symphonie no 3 de Schumann. Le 4 avril 1875, il dirigea la première mondiale de Vltava (La Moldau) de Bedřich Smetana. C'est le second des six poèmes symphoniques qui composent le cycle connu sous le nom de Má vlast (Ma patrie). Čech a été également le premier à diriger entièrement le cycle en 1882.
Le 17 avril 1876, il crée l'opéra Vanda (en) d'Antonín Dvořák. Il interprète la Sérénade pour cordes en mi mineur de Dvořák le 10 décembre 1876. Lors du même concert (ou le 17 mars 1877), il a dirigé la première du poème symphonique Šárka de Smetana, une autre partie du cycle Má vlast.
Il a dirigé les premières de deux opéras de Smetana Le Baiser (en) (Hubička) (7 novembre 1876), Le Secret (en) (Tajemství) (18 septembre 1878) et la version révisée des Deux Veuves (en) (Dvě vdovy) (17 mars 1878).
Dvořák a composé son Concerto pour piano en sol mineur en août et septembre 1876, à la demande du pianiste Karel Slavkovský, qui en a donné la première à Prague le 24 mars 1878, sous la direction d'Adolf Čech. Le 25 mars 1879 a eu lieu la première de la Symphonie no 5 en fa majeur de Dvořák. Le 23 avril 1879, il a dirigé la première de la « Marche solennelle » (Slavnostní pochod) de Dvořák, op. 54, B.88. Le 16 mai, il présente la Suite tchèque de Dvořák,. Lors du même concert, il dirigea pour la première fois les versions orchestrales des Danses slaves nos 1, 2 et 4 (cahier I).
Le 23 décembre 1880, lors du concert de l'Association des artistes musicaux à Prague, Adolf Čech créa le Stabat Mater de Dvořák, sa première œuvre sur un thème religieux.
La Symphonie no 6 en ré majeur de Dvořák a connu une naissance difficile. Il l'a dédié à Hans Richter, qui l'avait commandé, et il a demandé à Richter de la créer avec l'Orchestre philharmonique de Vienne fin décembre 1880. Cependant, les événements de la vie personnelle de Richter et le sentiment anti-tchèque à Vienne, combinés au fait que Dvořák était pratiquement inconnu là-bas (aucune de ses symphonies n'avait été publiée à cette époque), a causé son ajournement continuel. Dvořák répondit en demandant à Adolf Čech de créer la symphonie à Prague le 25 mars 1881. Vienne ne la vit qu'en 1883, et pas sous Richter, qui la dirigea plusieurs fois, mais jamais à Vienne,,.
L'ouverture du Théâtre national de Prague le 11 juin 1881 a été célébrée avec la première mondiale de l'opéra Libuše de Smetana, dirigé par Adolf Čech. Le 29 octobre 1882, il dirigea la première de The Devil's Wall de Smetana. La première représentation complète de Má vlast a eu lieu le 5 novembre 1882,.
Le 28 juillet 1882, à Prague, Čech dirigea la première production hors de Russie d'un opéra de Tchaïkovski, la première tchèque de La Pucelle d'Orléans.
Il a été nommé chef d'orchestre du Théâtre provisoire en 1883, occupant le poste jusqu'en 1900.
Le 28 mars 1884, il dirigea la première mondiale de l'opéra de Zdeněk Fibich La Fiancée de Messine. En 1885 eut lieu la première représentation du Théâtre national de Lohengrin de Wagner (il dirigea également la première représentation des Maîtres chanteurs de Nuremberg en 1894).
Le 15 juin 1887, il dirigea la première de la version révisée de l'opéra King and Charcoal Burner (en) de Dvořák.
Le 2 novembre 1887, il dirige un concert célébrant le centenaire de la création mondiale à Prague de Don Giovanni de Mozart.
En mars 1888, Adolf Čech dirigea la première mondiale de la Symphonie no 2 de Dvořák en si bémol majeur, écrite en 1865 et sujette à diverses révisions dans l'intervalle. Ce fut la seule représentation de l'œuvre du vivant du compositeur. Adolf Čech a créé plus de symphonies de Dvořák que quiconque (il a dirigé les premières représentations des numéros 2, 5 et 6 ; le compositeur a créé les numéros 7 et 8 ; Smetana a dirigé les numéros 3 et 4 ; Anton Seidl a dirigé les numéros 9 ; et Milan Sachs a créé le numéro 1).
Čech a préparé l'orchestre pour la première représentation tchèque d'Eugène Onéguine de Tchaïkovski le 6 décembre 1888 (la première production de cet opéra en dehors de la Russie ; il a été chanté en tchèque dans une traduction de Marie Červinková-Riegrová). Tchaïkovski lui-même a dirigé la première. Le 12 octobre 1892, il dirigea la première tchèque de La Dame de pique (également chantée en tchèque) au Théâtre national, en présence du compositeur.
En 1893, il a participé à la première berlinoise très réussie de l'opéra de Smetana, La Fiancée vendue.
L'opéra Šárka de Fibich a été créé le 28 décembre 1897 sur la scène du Théâtre national de Prague sous la direction d'Adolf Čech. Le 19 juin 1898, il créa la version révisée de l'opéra de Dvořák Jakobín. Le 6 août 1898, il créa la musique de scène de Josef Suk pour le mélodrame Radúz a Mahulena de Julius Zeyer (Suk extraira plus tard la suite A Fairy Tale de la partition complète). Le 23 avril 1899, il dirigea la première mondiale de l'opéra de Dvořák Le Diable et Catherine.
Il meurt à Prague en 1903, à l'âge de 62 ans, et est enterré au cimetière d'Olšanské.